# Stygobromus fontinalis
Stygobromus fontinalis är en kräftdjursart som beskrevs av Wang och John R. Holsinger 200. Stygobromus fontinalis ingår i släktet Stygobromus och familjen Crangonyctidae. Inga underarter finns listade i Catalogue of Life.